# Sovjetiska Civila Administrationen i Korea
Sovjetiska Civila Administrationen i Korea (SCA; Koreanska: 소비에트 민정청; Ryska: Советская зона оккупации Кореи: Sovetskaya zona okkupatsii Korei, lit. 'Sovjetiska occupationszonen i Korea') var den sovjetiska regeringen i norra Korea mellan 24 augusti 1945 till 9 september 1948. SCA kallades formellt för en civil regering, men var i praktiken en militär ockupationsmakt som inkluderade en del inhemska koreanska civila representanter.  
SCA var den administrativa myndighet Sovjet använde för att styra vad som skulle komma att bli Nordkorea efter den officiella delningen av Korea, sedan Sovjet hade ockuperat norra delen av Japanska Korea under Sovjets invasion av Manchuriet i augusti 1945. General Terentii Shtykov tog sedan initiativet till att organisera upprättandet av en centraliserad inhemsk regering genom att koordinera de inhemska koreanska folkkommittéerna. Från 8 februari 1946 fungerade SCA parallellt och i samarbete med den inhemska kommunistiska Folkets Provisoriska Kommitté i Nordkorea, som organiserades av SCA och som 1948 utvecklades till att bli Sovjets inhemska marionettregering när norra Korea blev Nordkorea 1949. 